# Faculdade de Economia da Universidade Federal Fluminense
A Faculdade de Economia da Universidade Federal Fluminense foi fundada em 1942 e agregada a Universidade Federal Fluminense (UFF) em 1962 e federalizada em 1963, por iniciativa do presidente Juscelino Kubitschek. Sendo uma das mais antigas instituições de ensino superior em Economia do Brasil. O campus da Faculdade de Economia da UFF fica localizado atualmente no Bloco F do Campus do Gragoatá, São Domingos, Niterói, Estado do Rio de Janeiro.
Site da Faculdade de Economia da UFF: http://economia.uff.br/

## História

### Fundação da Faculdade
Foi fundada em 22 de dezembro de 1942 na cidade de Niterói, capital do antigo Estado do Rio de Janeiro, com o nome de Faculdade de Ciências Econômicas e Administrativas de Niterói (FCEAN). A Faculdade surge como um empreendimento particular, de iniciativa do Colégio Plínio Leite, sendo este a entidade mantenedora da mesma. O Colégio Plínio Leite, existente até hoje, é um tradicional educandário da cidade e iniciou o novo curso em suas mesmas instalações no centro de Niterói.
Foram seus fundadores Plínio Ribeiro Baptista Leite (primeiro diretor e proprietário da entidade mantenedora), Margarida Waldman Leite, Luiz Gonzaga Jayme e Laércio Caldeira de Andrada. A Congregação se reuniu pela primeira vez em 11 de janeiro de 1943, elegendo Laércio Caldeira Andrada como vice-diretor. Este professor permaneceu durante décadas a frente da Faculdade.
Em 1949 um decreto governamental de nº 26.937 reconheceu o curso, já então com o nome de Faculdade de Ciências Econômicas de Niterói (FCEN), já separada do Colégio Plínio Leite e do curso técnico em Administração (que ficou com o colégio).
Anos após a fundação da Faculdade os membros da congregação e funcionários compraram do professor Plínio Leite essa instituição de ensino, transferindo-o para as instalações do Liceu Nilo Peçanha.

### Sua ligação com a UFF
Pela Lei nº 3.848 de 1960 foi agregada à Universidade Federal do Estado do Rio de Janeiro (antiga denominação da atual UFF) e federalizada nos termos da Lei nº 3.958 de 1961, passando a denominar-se Faculdade de Ciências Econômicas da Universidade Federal do Estado do Rio de Janeiro (FCE-UFERJ).

### Instalações
A Faculdade, após sua separação do Colégio Plínio Leite, passou a funcionar nas instalações do educandário público estadual Liceu Nilo Peçanha.
Em 1963 mudou para a rua Tiradentes n° 17, no bairro do Ingá, onde funcionou até junho de 2013. Foi comprado pela universidade por intermédio do funcionário técnico-administrativo Moacyr de Carvalho Gama. O edifício, conhecido como  "Casarão", foi construído no século XIX, pelo vice-cônsul da Grécia, Othon Henri Leonardo. Antes de abrigar a Faculdade, o edifício abrigava a unidade da seção feminina do tradicional educandário privado Ginásio Bittencourt Silva - a seção masculina do mesmo colégio passou, em 1966, à Faculdade Fluminense de Filosofia, estabelecimento que também passou a ser unidade da UFF na mesma época da Faculdade de Economia.
No fim da década de 1960 foi construído, em uma área aos fundos do "casarão", um anexo de três andares, com auditório, cafeteria e salas de aulas. Nos anos seguintes residências vizinhas foram incorporadas como prédios do campus da Faculdade.
O campus da Faculdade de Economia da UFF fica localizado atualmente no Bloco F do Campus do Gragoatá, São Domingos, Niterói. O prédio histórico na Rua Tiradentes passou a ser utilizado pelo Departamento de Direito da UFF.

### Associação Atlética Acadêmica Thiago Dufrayer
Na Faculdade também existe uma Associação Atlética Acadêmica (AAATD), fundada em 2012 a partir do interesse manifesto pelos alunos Albert Pinho, Eduardo Shalders e Mauro Barcellos em criar um braço esportivo neste âmbito. Seu nome é uma homenagem prestada ao ex-aluno e também atleta da Economia UFF Thiago Dufrayer (in memorian). A AAATD participa anualmente do campeonato interno da UFF (INTERUFF), sendo a atual tricampeã do Torneio. Também sagrou-se vice-campeã do Desafio Universitário e campeã da série B do Super 15, ambos disputados em Vassouras.
Em 2016, a Atlética de Economia da UFF foi a primeira campeã geral dos Jogos Financeiros e é também a maior vencedora do torneio, com 3 títulos.
Vale  mencionar que nas duas edições disputadas da Supercopa (torneio que reune as maiores atléticas do Rio de Janeiro), a Ecouff sempre esteve no pódio, alcançando o 3º lugar em 2018 e 2019, à frente de todas as atléticas de comunicação, direito e algumas engenharias.
Em 2020, seu principal torneio será a disputa pelo Tetra campeonato dos Jogos financeiros.

## Mudanças Institucionais nos anos 1970 e 80
A Faculdade, ao longo destas décadas, passou por uma série de transformações em sua estrutura curricular e institucional. Houve a criação nos anos 1970 do curso de Administração. A Faculdade passará a se chamar Faculdade de Economia e Administração da Universidade Federal Fluminense (FEA-UFF).
Foi criado na década de 1980 o turno diurno do curso de graduação em Ciências Econômicas e o curso de Mestrado em Economia.
Ainda anos 1980, os Departamentos de Administração e de Contabilidade se separaram da Faculdade para constituir unidade universitária própria, a Faculdade de Administração e Ciências Contábeis (atual Faculdade de Administração, Contabilidade e Turismo da UFF).

### Atuais Instalações
A Faculdade de Economia da UFF passou a se instalar em um novo edifício no bairro de São Domingos, no campus da UFF do Gragoatá, o Bloco F. Trata-se de uma edificação com 05 (cinco) pavimentos e cobertura, modulados em eixos de 1,25m, área por pavimento de 970,00m² e área total de 5.130,51m², aproximadamente, contemplando auditório, salas de aula, biblioteca, gabinetes de professores e administração. Com isso, a Faculdade de Economia passou a ser vizinha da Escola de Serviço Social (Bloco E) e dos novos prédios da Faculdade de Turismo e Hotelaria e do Instituto de Matemática e Estatística (Blocos G e H).

## Pós-Graduação
Em 1986 criou uma Pós-Graduação de Economia (Mestrado) e seu curso de Doutorado iniciou em 2003, constituindo o atual Programa de Pós-Graduação em Economia da UFF. O Programa reúne professores de diversas formações e caracteriza-se por apresentar uma perspectiva teórico-analítica plural e uma diversidade temática. Essas linhas encontram-se agrupadas em três áreas: Teoria e Política Econômica; História, Desenvolvimento e Instituições e Economia Aplicada.

## PET Economia-UFF
A Faculdade de Economia possui um grupo PET (Programa de Educação Tutorial). O PET Economia-UFF é formado por 12 bolsistas estudantes do curso de graduação e é orientado por um professor do Departamento de Economia. O grupo realiza pesquisas sobre diferentes temas da Economia, além de atividades semanais, como resenhas de assuntos da atualidade. O material produzido fica à disposição na Faculdade.

## Empresa Júnior - Opção Consultoria
A Opção Consultoria Júnior é uma associação civil sem fins lucrativos, formada pelos estudantes da Faculdade de Economia da UFF, a qual proporciona aos formandos a possibilidade de fomentar o aprendizado prático e ter uma maior aproximação com o mercado de trabalho. Na execução de seus projetos, os membros da empresa júnior entregam consultorias de baixo custo e alto impacto para seus clientes, oferecendo serviços como Pesquisa de Mercado, Estudo de Viabilidade Econômica, Plano de Negócios, Consultoria Financeira e Valuation.

## RevistaEconômica
A Revista Econômica é uma publicação semestral do Programa de Pós-Graduação em Economia da Universidade Federal Fluminense, que publica artigos e resenhas em Economia, principalmente de autoria de pesquisadores de outras instituições.

## Biblioteca Laércio Caldeira de Andrada
A biblioteca da Faculdade de Economia foi fundada em 1954 e recebeu em 1957 o nome do fundador e ex-diretor da Faculdade, Professor Laércio Caldeira de Andrada. Todo seu catálogo é informatizado. Contém livros de todas as áreas da Economia e períodicos nacionais e estrangeiros, e ainda acervo de multimídia e áudio-visual. A Biblioteca atende estudantes da graduação e pós-graduação em Economia, estudantes de áreas correlatas e pesquisadores.
O layout atual da Biblioteca é de 2003, quando passou melhorias nas instalações com uma reforma da Biblioteca. Ganhando um novo layout, tendo anexada a área do auditório anterior da Faculdade ao seu espaço antigo, o que possibilitou uma ampliação da área útil em 50% e a criação de ambientes para estudo livre, individual e em grupo, com maior conforto para os usuários.

## Auditório Moacyr de Carvalho Gama
A Faculdade de Economia da UFF ainda conta com um moderno auditório, reversível em salas de aulas, para mais de 200 pessoas. O Auditório possui o nome em homenagem ao ex-secretário da Faculdade, o técnico-administrativo Moacyr de Carvalho Gama (o "Seu Moacir"). O auditório atual substitui anterior cedido a ampliação da Biblioteca, que ficava no pavimento térreo do edifício novo. O auditório atual fica no primeiro andar do edifício novo e possui instalações e equipamentos para multimídia.

## Centro de Estudos sobre Desigualdade e Desenvolvimento (CEDE)
Professores de diversos departamentos da UFF, em especial da Economia, organizaram o Centro de Estudos sobre Desigualdade e Desenvolvimento em 2005. Coordenado pela professora Celia Lessa Kerstenetzky, o centro tem como objetivo desenvolver pesquisas sobre desigualdade social e seu impacto sobre o desenvolvimento brasileiro. As pesquisas têm um enfoque interdisciplinar, reunindo, além dos aspectos econômicos e sociais das questões abordadas, questões de ordem jurídica, ética, cultural, educacional e sócio-psicológica.

## Diretório Acadêmico Hermann Júnior
No âmbito dos estudantes dos cursos da Faculdade de Economia da UFF há como entidade representativa o Diretório Acadêmico Hermann Júnior (DAHJ). Fundado em 1944 e recebeu esse nome ao economista brasileiro Frederico Hermann Júnior em um plebiscito entre os estudantes em 1948. O DAHJ conta com estatuto próprio e natureza jurídica e política autônoma à Faculdade e às entidades do movimento estudantil.
O DAHJ participou de várias lutas do movimento estudantil universitário, niteroiense, fluminense e brasileiro, como pode ser verificado em seus arquivos. Desde a campanha pela redemocratização no fim do Estado Novo, passando pelo O Petróleo é Nosso, por Reformas de Base, contra o golpe de 1964 e a ditadura militar, pela Anistia Já, pela Diretas Já, pelo Fora Collor e contra a reforma universitária do governo Fernando Henrique Cardoso.
Durante a ditadura militar o DAHJ foi uma dos poucos diretórios acadêmicos da UFF que não passou por intervenção, tal como apenas os de Direito, Medicina e Engenharia, garantindo o funcionamento do DCE e do movimento estudantil naquela universidade. Foi dessa maneira que o DCE pôde ser reconstruído no fim da década de 1970.
O Diretório Acadêmico Hermann Jr. ainda foi liderança no início da década de 1950 pela reconhecimento e regulamentação profissional dos economistas. Foi dessa maneira que o escudo da época da Faculdade (o globo terrestre circundado por uma roda dentada onde repousam uma folha de louro ou acanto e uma cornucópia) acabou sendo adotado como símbolo brasileiro dos economistas.